# Николаевка (Камчатский край)
Никола́евка — посёлок в Елизовском районе Камчатского края России. Административный центр Николаевского сельского поселения.

## География
Посёлок расположен на расстоянии 17 км (по прямой) к юго-западу от города Елизово, административного центра района.

## История
Посёлок основан в 1853 году на реке Паратунка переселившимися с запада крестьянами. Назван в честь императора Николая I. В недавнем прошлом в посёлке располагался лепрозорий.

## Население
| 2002  | 2010  | 2012  | 2013  | 2015  | 2016  | 2018  |
| ----- | ----- | ----- | ----- | ----- | ----- | ----- |
| 1839  | ↘1819 | ↗1829 | →1829 | →1829 | ↗1833 | ↘1818 |
| 2020  |       |       |       |       |       |       |
| ↘1815 |       |       |       |       |       |       |

## Улицы
| - ул. 40 лет Октября, - ул. Дачная, - ул. Елизовская, - ул. Зелёная, - ул. Лазурная, | - ул. Луговая, - ул. Молодёжная, - ул. Новая, - ул. Партизанская, - ул. Пионерская, | - ул. Победы, - ул. Садовая, - ул. Советская, - ул. Солнечная, - ул. Урожайная, | - ул. Цветочная, - ул. Центральная, - мкр. Энтузиастов, - ул. Юбилейная. |